# Blattella fiski
Blattella fiski är en kackerlacksart som beskrevs av Roth, L. M. 1985. Blattella fiski ingår i släktet Blattella och familjen småkackerlackor. Inga underarter finns listade.